# Caledon
Caledon (Južni sotho: Mohokare) je velika rijeka u središnjoj Južnoj Africi. Njezina ukupna dužina je 642 km, izvire u planinama Drakensberg na granici s Lesotom, teče prema jugozapadu, a zatim prema zapadu prije nego što se ulije u rijeku Oranje kod Bethulieja u južnoj državi Free State.

## Geografija
Rijeka Caledon izvire u bivšem bantustanu QwaQwa, na samoj granici Južne Afrike i Lesota, jugozapadno od Witsieshoeka. Zatim teče prema jugozapadu graničeći s glavnim gradom Lesota, Maseruom. Tvori cijelu sjevernu granicu Lesota prema južnoj Africi prije ulaska u južnoafričku pokrajinu Free State (sjeverno od Wepenera). Zatim teče prema zapadu prije nego što se ulije u rijeku Oranje kod Bethulieja u južnoj Free State, neposredno prije nego što se ulije u branu Gariep. Njezina ukupna dužina je oko 480 km, a njezina dolina doživljava velike temperaturne oscilacije. Područje u klinu između ove dvije rijeke čini rezervat prirode Tussen-die-Riviere od 2,2 km2.

## Rijeka
Rijeka je primarni izvor vode za Maseru, glavni grad Lesota, koji se nalazi na rijeci. U razdobljima niske količine oborina može doći do nestašice vode. Kako bi se to spriječilo, stvoreno je nekoliko akumulacija sa strukturama kao što su brana Muela i brana Meulspruit. 2003. godine odavde je ispuštena voda kako bi se spriječila suša.
Dolina Caledon važna je u povijesti naroda Basotho. Područje je bilo iznimno plodno i moglo se obrađivati bez navodnjavanja. To ga je učinilo poželjnim i bio je jedan od uzroka sukoba između Basota i Bura. Kukuruz se uzgaja u velikim razmjerima u dolini Caledon.

## Vanjske poveznice
- Riječni sustavi regije Free State